# Paul de Broglie
August-Théodore-Paul de Broglie, más conocido como abate Broglie (Auteuil, 18 de junio de 1834 - París, 11 de mayo de 1895) fue un sacerdote e historiador de las religiones francés, y profesor de apologética en el Instituto Católico de París.

## Biografía
Era el hijo pequeño de Achille-Victor, III.er duque de Broglie (1785-1870), y su esposa Albertina, baronesa de Staël von Holstein (1797-1838), protestante e hija de la escritora y salonnière Madame de Staël. Su hermano mayor era el príncipe Albert de Broglie. Pero la madre falleció cuando Paul tenía cuatro años y lo crio su tía, la baronesa Auguste de Staël, nacida Vernet, quien, aunque también era protestante, solo trató de "hacer de él un cristiano tolerante en una iglesia a la que no pertenecía" (Monseñor d'Hulst en Le Correspondant de 25 de mayo de 1895).
Broglie estudió en la Escuela Politécnica / École Polytechnique, donde se graduó en 1855. Augustin Louis Cauchy invitó a los hermanos De Broglie a la primera reunión para fundar L'Oeuvre des Écoles d'Orient, hoy conocida como L'Œuvre d'Orient, una institución para ayudar a los cristianos orientales, y ellos se presentaron el 4 de abril de 1856. Aún joven, ingresó en la marina y fue nombrado alférez en 1857 y más tarde teniente. Un viaje a Nueva Caledonia lo puso en contacto con la actividad misionera; fue entonces cuando se sintió llamado a la vida religiosa. Entró en el seminario de Saint-Sulpice en París en 1867. Tras completar sus estudios, fue ordenado sacerdote el 18 de octubre de 1870.
Trabajó como capellán limosnero en la Escuela Normal de Auteuil y como canónigo honorario en Évreux y luego en París. Fue nombrado caballero de la Legión de Honor y estrenó la cátedra de apologética creada para él en el Instituto Católico de París, fundado en 1880 por monseñor d'Hulst; en este puesto estuvo hasta su muerte. Sus enseñanzas, que incluían temas filosóficos, teológicos, bíblicos e históricos, pretendían defender a la fe católica de los ataques que pensó venían del positivismo y el racionalismo, con el fin de reequilibrar la instrucción dada en el Colegio de Francia. Mantuvo la armonía y la autonomía de las dos esferas de conocimiento, religión y razón. Según sus obras, el estudio de la historia puede demostrar el carácter trascendental del cristianismo, y en esto fue uno de los representantes de la llamada "apologética constructiva".
En sus publicaciones, el abate de Broglie siempre fue un fiel defensor del dogma católico, y en el momento en que fue asesinado estaba preparando un libro sobre la concordia entre razón y fe.
Su sobrina Pauline de Broglie, condesa de Pange, dejó de él un pintoresco retrato, pues era hombre muy distraído: nunca recordaba un nombre y siempre le preguntaba a su sobrina: "Y tú, pequeña, ¿cómo te llamas?". Incluso olvidaba a veces dónde se encontraba y una vez se dirigió a unos campesinos no para darles un sermón, sino una especie de conferencia universitaria. Peor aún, su generosidad y caridad como limosnero terminó por agotar su fortuna y se vio reducido a pedir constantemente préstamos a su rica familia, que nunca devolvió, no porque fuera tacaño, sino seguramente porque no lo recordaba. Fue sin duda este carácter ingenuo lo que le hizo cometer una imprudencia que le costó la vida.
Era el confesor de una pobre loca que sufría paranoia llamada Maxence Amelot. Y como esta señorita había sido despedida de su trabajo, se convenció de que el abate De Broglie había traicionado el secreto de confesión calumniándola y llegó un día a la misa que daba para hacerle una escena ruidosa al final; con el fin de evitar tal escándalo, el abate cometió la imprudencia de prometerle que iría a verla, pero, apenas había entrado, ella le exigió que firmase una declaración de haberla difamado, él se negó y ella lo mató disparándole cuatro balas en la cabeza con un revólver. Después fue a confesarse y a exigir la absolución.
El asunto formó obviamente un gran escándalo, porque los malpensados, los malsines del periodismo y los círculos anticlericales no dejaron de creer que había habido una relación sentimental o sexual entre el cura y la pobre feligresa loca. Incluso la Catholic Encyclopedia / Enciclopedia Católica censuró el sexo de su asesino.

## Obras
Su trabajo más importante es Problèmes et conclusions de l'histoire des religions / Problemas y conclusiones de la historia de las religiones (París, 1886). Entre sus otros escritos, de los cuales algunos son folletos o artículos académicos, se pueden mencionar los que siguen:
- Le positivisme et la science expérimentale / El positivismo y la ciencia experimental (2 vol., París 1880-81)
- Cours d'apologétique chrétienne / Curso de apologética cristiana (1883)
- La Morale évolutionniste / La moral evolucionista (1885)
- La Morale sans Dieu / La moral sin Dios (1886)
- La Réaction contre le positivisme / La Reacción contra el positivismo (1894)
- Religion de Zoroastre et religion védique / Religión de Zoroastro y religión védica
- Le Bouddhisme / El budismo
- Religions néo-brahmaniques de l'Inde / Religiones neo-brahmánicas de la India
- L'Islamisme; La vraie définition de la religion / El islamismo; la verdadera definición de la religión
- La Transcendance du christianisme / La trascendencia del cristianismo
- L'Histoire religieuse d'Israël / La historia religiosa de Israel
- Les Prophètes et les prophéties, d'après les travaux de Kuenen / Los profetas y las profecías, según los trabajos de Kuenen
- L'Idée de Dieu dans l'Ancien et le Nouveau Testament / La idea de Dios en el Antiguo y el Nuevo Testamento
- Le Présent et l'Avenir du catholicisme en France / El presente y el porvenir del catolicismo en Francia

Dos publicaciones póstumas, Religion et critique / Religión y crítica (1896) y Questions bibliques / Cuestiones bíblicas (1897), fueron editadas por el abate Clodius Piat.